# يوري كاتو
يوري كاتو (باليابانية: 加藤友里恵) هي تريثلت يابانية، ولدت في 1987.

## وصلات خارجية
- يوري كاتو على موقع أوليمبيديا (الإنجليزية)